# Busscar
Busscar è stato un produttore brasiliano di carrozzerie di autobus, con sede a Joinville, Santa Catarina. L'azienda ha iniziato la sua attività con il marchio Nielson, come modificato nel 1989 per Busscar, scelto perché è la giunzione dei termini tedeschi buss (bus) e car (carrozzerie).
Negli anni 2000 la carrozzeria iniziò a subire una grave crisi finanziaria, che portò alla chiusura della produzione e il suo fallimento nel 2012.